# Schnittpunkt
Ein Schnittpunkt ist in der Geometrie ein gemeinsamer Punkt von Kurven oder Flächen in der Ebene oder im dreidimensionalen Raum. Diese Definition schließt auch die Möglichkeiten ein, dass sich die Kurven oder Flächen lediglich berühren oder dass die gesamte Schnittmenge selbst eine Kurve oder Fläche ist (wie etwa Schnittgeraden). Je nach Kontext oder Autor werden solche Möglichkeiten auch ausgeschlossen.
In der Ebene können sich zwei Kurven schneiden, im einfachsten Falle handelt es sich dabei um zwei Geraden. Im dreidimensionalen Raum kann außerdem eine Kurve mit einer Fläche einen Schnittpunkt bilden, z. B. eine Gerade mit einer Ebenen, oder es können sich zwei Flächen schneiden.
Allgemein versteht man in der Mathematik unter einem Schnittpunkt von zwei Mengen einen Punkt, der in den beiden Mengen enthalten ist. Diese Definition schließt auch Schnittpunkte von höherdimensionalen Objekten wie Hyperebenen ein, die sich der Anschauung entziehen.
In der modernen Mathematik werden Kurven und Flächen typischerweise mithilfe von Gleichungen beschrieben. Die Bestimmung von Schnittpunkten läuft dann auf das Lösen von Gleichungssystemen hinaus. Bei den Schnittpunkten von Geraden, Ebenen oder Hyperebenen handelt es sich um linearen Gleichungssystemen, die mit den Mitteln der linearen Algebra gelöst werden können.

Schnittpunkt zweier Geraden

Im Allgemeinen führt die Bestimmung von Schnittpunkten auf nichtlineare Gleichungen, die man in der Praxis mit einem Verfahren zur Bestimmung von Nullstellen, zum Beispiel der Regula falsi, dem Sekantenverfahren, dem Newtonverfahren oder dem Householder-Verfahren löst. Schnittpunkte einer Gerade mit einem Kegelschnitt (Kreis, Hyperbel, Ellipse, Parabel) oder einer Quadrik (Kugel, Ellipsoid, Hyperboloid, …)  führen auf quadratische Gleichungen und sind auch noch relativ leicht lösbar. Für den Schnittpunkt einer Gerade mit einer Ebene, einer Kugel, einem Zylinder oder einem Kegel bietet die darstellende Geometrie Methoden, um Schnittpunkte zeichnerisch zu bestimmen.

## Schnittpunkt in der Ebene

### Schnittpunkt zweier Geraden
Häufig wird der Schnittpunkt von Geraden gesucht, die in Normalform, allgemeiner Koordinatenform oder Parameterform vorliegen. Sind die Geraden in anderer Form gegeben, so bringt man sie zunächst in eine dieser Formen und wendet dann die im Folgenden beschriebenen Lösungsverfahren an.

#### Geraden in Normalform
Im einfachsten Fall sind zwei (nicht senkrechte) Geraden in Normalform gegeben,
{\displaystyle y_{1}=m_{1}x+b_{1},\quad y_{2}=m_{2}x+b_{2}}.
Falls {\displaystyle m_{1}\neq m_{2}}, so verlaufen die beiden Geraden nicht parallel und es gibt genau einen Schnittpunkt {\displaystyle S(x_{S},y_{S})}. Die {\displaystyle x}-Koordinate des Schnittpunkts erhält man dann durch Gleichsetzen der beiden Geradengleichungen und Auflösen nach {\displaystyle x}. Einsetzen von {\displaystyle x_{s}} in eine der beiden Ausgangsgleichungen liefert die zugehörige {\displaystyle y}-Koordinate des Schnittpunkts.

##### Beispiel
Gesucht wird der Schnittpunkt der Geraden {\displaystyle y_{1}=2x-1} und {\displaystyle y_{1}=-x+5}. Gleichsetzen liefert die lineare Gleichung
{\displaystyle 2x-1=-x+5}.
Durch elementare Termumformungen erhält man die Lösung {\displaystyle x=2}. Einsetzen in eine der beiden Ausgangsgleichungen liefert sofort {\displaystyle y=3.} Also ist {\displaystyle S=(2,3)}.

#### Geraden in allgemeiner Koordinatenform
Sind die beiden Geraden in allgemeiner Koordinatenform gegeben,
{\displaystyle a_{1}x+b_{1}y=c_{1},\quad a_{2}x+b_{2}y=c_{2}},
so führt die Bestimmung der Koordinaten des Schnittpunkts auf das lineare 2×2-Gleichungssystem
{\displaystyle {\begin{aligned}a_{1}x+b_{1}y=c_{1}\\a_{2}x+b_{2}y=c_{2}\end{aligned}}}
Falls {\displaystyle a_{1}b_{2}-a_{2}b_{1}\neq 0}, so verlaufen die Geraden nicht parallel und das System hat eine eindeutige Lösung.

##### Beispiel
Gesucht wird der Schnittpunkt der Geraden {\displaystyle 2y-x-1=0} und {\displaystyle y+x-2=0}. Das zugehörige lineare Gleichungssystem
{\displaystyle {\begin{aligned}2y-x-1=0\\y+x-5=0\end{aligned}}}
lässt sich zum Beispiel bequem mit dem Additionsverfahren lösen und hat die Lösung {\displaystyle x=3} und {\displaystyle y=2}. Also ist {\displaystyle S=(3,2)}.

#### Geraden in Parameterform
Sind die beiden Geraden in Parameterform gegeben,
{\displaystyle g\colon \ {\vec {x}}={\vec {p}}+r{\vec {u}},\quad h\colon \ {\vec {x}}={\vec {q}}+t{\vec {v}}},
so führt Gleichsetzen zur vektoriellen Schnittpunktgleichung
{\displaystyle {\vec {p}}+r{\vec {u}}={\vec {q}}+t{\vec {v}}\quad }bzw. {\displaystyle \quad r{\vec {u}}-t{\vec {v}}={\vec {q}}-{\vec {p}}}.
Legt man ein rechtwinkliges Koordinatensystem zugrunde und stellt die Vektoren mithilfe ihrer Komponenten dar, so ist die Schnittpunktgleichung äquivalent zum linearen 2×2-Gleichungssystem
{\displaystyle {\begin{matrix}ru_{1}-tv_{1}=q_{1}-p_{1}\\ru_{2}-tv_{2}=q_{2}-p_{2}\end{matrix}}}
in den Unbekannten {\displaystyle r} und {\displaystyle t}. Schneiden sich die beiden Geraden, so hat das Gleichungssystem eine eindeutige Lösung {\displaystyle (r_{0},t_{0})}. Einsetzen von {\displaystyle r_{0}} bzw. {\displaystyle t_{0}} in die Geradengleichung für {\displaystyle g} bzw. {\displaystyle h} liefert die Koordinaten {\displaystyle (x_{S},y_{S})} des Schnittpunkts.

##### Beispiel
Gesucht wird der Schnittpunkt der Geraden
{\displaystyle g\colon \ {\begin{pmatrix}x\\y\end{pmatrix}}={\begin{pmatrix}1\\2\end{pmatrix}}+r{\begin{pmatrix}3\\1\end{pmatrix}},\quad h\colon \ {\begin{pmatrix}x\\y\end{pmatrix}}={\begin{pmatrix}2\\1\end{pmatrix}}+t{\begin{pmatrix}1\\1\end{pmatrix}}}.
Durch Gleichsetzen und Umformen erhält man das Gleichungssystem
{\displaystyle {\begin{aligned}3r-t&=2\\r-t&=-1\end{aligned}}}
Dieses System hat die eindeutige Lösung {\displaystyle (1,2)}, d. h. die Geraden schneiden sich in genau einem Punkt. Die Koordinaten des Schnittpunkts erhält man, indem man z. B. {\displaystyle r_{0}=1} in die Geradengleichung von {\displaystyle g} einsetzt: {\displaystyle S=(4,3)}.

### Schnittpunkt zweier Strecken

Schnitt zweier Strecken

Zwei nicht parallele Strecken {\displaystyle [P_{1}P_{2}]} und {\displaystyle [P_{3}P_{4}]} mit den Endpunkten {\displaystyle P_{i}(x_{i},y_{i})} müssen sich nicht unbedingt schneiden. Denn der Schnittpunkt {\displaystyle (x_{S},y_{S})} der zugehörigen Geraden muss nicht in beiden Strecken enthalten sein (siehe Abbildung). Um letzteres zu klären, stellt man beide Strecken in Parameterform dar und setzt sie gleich. Dies führt zum linearen Gleichungssystem
{\displaystyle {\begin{matrix}r(x_{2}-x_{1})-t(x_{4}-x_{3})&=&x_{3}-x_{1}\\r(y_{2}-y_{1})-t(y_{4}-y_{3}&=&y_{3}-y_{1}\end{matrix}}}
in den Unbekannten {\displaystyle r} und {\displaystyle t}. Schneiden sich die Strecken, so muss für die Lösung {\displaystyle (r_{0},t_{0})} dieses Gleichungssystem {\displaystyle 0\leq r_{0},t_{0}\leq 1} gelten. Ist dies der Fall, so erhält man den Schnittpunkt {\displaystyle (x_{S},y_{S})} durch Einsetzen von {\displaystyle r_{0}} oder {\displaystyle t_{0}} in die zugehörige Parameterdarstellung.
Beispiel
Die Strecken {\displaystyle [P_{1}P_{2}]} und {\displaystyle [P_{3},P_{4}]} zwischen den Punkten {\displaystyle P_{1}(1,1)} und {\displaystyle P_{2}(3,2)} bzw. {\displaystyle P_{3}(1,4)} und  {\displaystyle P_{4}(2,-1)} lassen sich parametrisieren durch
{\displaystyle {\begin{pmatrix}x\\y\end{pmatrix}}={\begin{pmatrix}1\\1\end{pmatrix}}+r{\begin{pmatrix}2\\1\end{pmatrix}},\ 0\leq r\leq 1\quad }und{\displaystyle \quad {\begin{pmatrix}x\\y\end{pmatrix}}={\begin{pmatrix}1\\4\end{pmatrix}}+t{\begin{pmatrix}1\\-5\end{pmatrix}},\ 0\leq t\leq 1}.
Durch Gleichsetzen erhält man das Gleichungssystem
{\displaystyle {\begin{matrix}2r-t=0\\r+5t=3\end{matrix}}}
welches die Lösung {\displaystyle r_{0}=3/11,t_{0}=6/11} besitzt. Da diese Parameterwerte die Bedingungen {\displaystyle 0\leq r_{0},t_{0}\leq 1} erfüllen, schneiden sich die Strecken. Einsetzen z. B. von {\displaystyle r_{0}=3/11} in die zugehörige Parameterdarstellung liefert die Schnittpunktskoordinaten {\displaystyle x_{S}=17/11} und {\displaystyle y_{S}=14/11}.

### Schnittpunkte einer Geraden mit einem Kreis
Um die Schnittpunkte einer Geraden {\displaystyle g\colon \ ax+by=c}  und eines Kreises {\displaystyle k\colon \ (x-x_{0})^{2}+(y-y_{0})^{2}=r^{2}} zu bestimmen, muss das nichtlineare Gleichungssystem
{\displaystyle {\begin{aligned}ax+by&=c\\(x-x_{0})^{2}+(y-y_{0})^{2}&=r^{2}\end{aligned}}}
gelöst werden. Das geht zum Beispiel mit dem Einsetzungsverfahren. Dazu wird die Geradengleichung nach {\displaystyle x} oder {\displaystyle y} aufgelöst und der erhaltene Term in die Kreisgleichung eingesetzt. Man erhält dann eine quadratische Gleichung in einer Unbekannten. Je nachdem die Gerade den Kreis in keinem Punkt (Passante), genau einem Punkt (Tangente) oder zwei Punkte (Sekante) schneidet, hat diese quadratische Gleichung keine, eine oder zwei Lösungen. Setzt man die gefundenen Lösungen für {\displaystyle x} bzw. {\displaystyle y} in eine der beiden Ausgangsgleichungen ein, so erhält man die zweite Koordinate des oder der Schnittpunkte. 
Die Schnittpunkte einer Gerade mit den übrigen Typen von Kegelschnitten (Parabel, Hyperbel oder Ellipse) lassen sich auf analoge Weise bestimmen.

### Schnittpunkte zweier Kreise

Die Schnittpunkte zweier Kreise sind die Schnittpunkte der Kreise mit der Potenzgeraden.

Die Bestimmung der Schnittpunkte zweier Kreise
{\displaystyle k_{1}\colon \ (x-x_{1})^{2}+(y-y_{1})^{2}=r_{1}^{2},\ \quad k_{2}\colon \ (x-x_{2})^{2}+(y-y_{2})^{2}=r_{2}^{2}}
lässt sich durch Subtraktion der beiden Gleichungen auf das Problem zurückführen, die Schnittpunkte der Potenzgeraden
{\displaystyle g_{12}\colon \ 2(x_{2}-x_{1})x+2(y_{2}-y_{1})y=r_{1}^{2}-x_{1}^{2}-y_{1}^{2}-r_{2}^{2}+x_{2}^{2}+y_{2}^{2}}
mit einem der beiden Kreise zu finden.

### Schnittpunkte zweier Kegelschnitte

Schnitt Kreis-Ellipse

Die Aufgabe, die Schnittpunkte zweier Kegelschnitte zu bestimmen, führt bei Elimination einer Koordinate im Allgemeinen auf eine Gleichung vierten Grades, die nur in speziellen Fällen leicht lösbar ist. Die Schnittpunkte lassen sich allerdings auch iterativ mit Hilfe des 1- bzw. 2-dimensionalen Newton-Verfahrens bestimmen, je nachdem man a) beide Kegelschnitte implizit (→ 2-dim. Newton) oder b) einen implizit und den anderen parametrisiert darstellt (→ 1-dim. Newton).  Siehe hierzu den nächsten Abschnitt.

### Schnittpunkt zweier Kurven

Schnittpunkte zweier Kurven: transversales Schneiden

Schnittpunkt zweier Kurven: berührendes Schneiden bzw. Berührung

Zwei in der Ebene {\displaystyle \mathbb {R} ^{2}} liegende, stetig differenzierbare Kurven (also Kurven ohne „Knick“) haben einen Schnittpunkt, wenn sie einen Punkt der Ebene gemeinsam haben und die beiden Kurven in diesem Punkt entweder
a) unterschiedliche Tangenten aufweisen (transversales Schneiden), oder
b) gemeinsame Tangenten haben und sich in dem Punkt kreuzen (berührendes Schneiden, siehe Bild).
Falls die beiden Kurven zwar einen gemeinsamen Punkt {\displaystyle S} und dort eine gemeinsame Tangente haben, aber sich nicht kreuzen, berühren sie sich in {\displaystyle S}.
Da berührendes Schneiden eher selten vorkommt und rechnerisch sehr aufwendig zu behandeln ist, wird im Folgenden stets transversales Schneiden vorausgesetzt. Außerdem werden auch die jeweils nötigen Differenzierbarkeits-Bedingungen vorausgesetzt. Die Bestimmung von Schnittpunkten führt immer wieder auf das Problem, eine Gleichung mit einer  bzw. zwei Gleichungen mit zwei Unbekannten lösen zu müssen. Die Gleichungen sind im Allgemeinen nichtlinear und können dann beispielsweise mit dem 1- oder 2-dimensionalen Newton-Verfahren numerisch gelöst werden. Im Folgenden werden die einzelnen Fälle und die zu lösenden Gleichungen beschrieben:

Schnittpunkt: parametrisierte Kurve / implizite Kurve

Schnittpunkt: implizite Kurve / implizite Kurve

- Falls beide Kurven explizit durch {\displaystyle y_{1}=f_{1}(x)} und {\displaystyle y_{2}=f_{2}(x)} vorliegen, liefert Gleichsetzen die Gleichung

{\displaystyle f_{1}(x)=f_{2}(x)\ .}
- Falls beide Kurven parametrisiert vorliegen, {\displaystyle K_{1}}durch {\displaystyle (x_{1}(t),y_{1}(t))} und {\displaystyle K_{2}} durch {\displaystyle (x_{2}(s),y_{2}(s))}, so liefert Gleichsetzen zwei Gleichungen in zwei Unbekannten:

{\displaystyle x_{1}(t)=x_{2}(s),\ y_{1}(t)=y_{2}(s)\ .}
- Falls eine Kurve parametrisiert und die andere implizit gegeben ist, {\displaystyle K_{1}}durch {\displaystyle (x_{1}(t),y_{1}(t))} und {\displaystyle K_{2}} durch {\displaystyle f(x,y)=0}, so muss man nur die Parameterdarstellung von {\displaystyle K_{1}} in die Gleichung {\displaystyle f(x,y)=0} von {\displaystyle K_{2}} einsetzen und erhält die Gleichung

{\displaystyle f(x_{1}(t),y_{1}(t))=0\ .}
- Falls beide Kurven implizit gegeben sind, {\displaystyle K_{1}} durch {\displaystyle f_{1}(x,y)=0} und {\displaystyle K_{2}} durch {\displaystyle f_{2}(x,y)=0}, so ist ein Schnittpunkt die Lösung des im Allgemeinen nichtlinearen Gleichungssystems

{\displaystyle f_{1}(x,y)=0,\ f_{2}(x,y)=0\ .}
Die für das jeweilige Newton-Verfahren nötigen Startwerte lassen sich aus einer Visualisierung der beiden Kurven gewinnen.
Eine parametrisiert oder explizit gegebene Kurve lässt sich leicht visualisieren, da man zu vorgegebenem Parameter {\displaystyle t} bzw. {\displaystyle x} direkt einen Punkt berechnen kann. Für implizit gegebene Kurven ist dies nicht so einfach. Hier muss man im Allgemeinen mit Hilfe von Startpunkten und einem Iterationsverfahren Kurvenpunkte berechnen.
Beispiele
1: {\displaystyle K_{1}\colon \ (t,t^{3})} und Kreis {\displaystyle K_{2}\colon \ (x-1)^{2}+(y-1)^{2}-10=0} (siehe Bild).
Es ist die Newton-Iteration {\displaystyle t_{n+1}:=t_{n}-{\frac {f(t_{n})}{f'(t_{n})}}} für
{\displaystyle f(t)=(t-1)^{2}+(t^{3}-1)^{2}-10}  durchzuführen. Als Startwerte kann man −1 und 1,5 wählen.
Die Schnittpunkte sind (−1,1073; −1.3578) und (1,6011; 4,1046).
2: {\displaystyle K_{1}\colon \ f_{1}(x,y)=x^{4}+y^{4}-1=0,}
{\displaystyle K_{2}\colon \ f_{2}(x,y)=(x-0.5)^{2}+(y-0.5)^{2}-1=0} (siehe Bild).
Es ist die Newton-Iteration
{\displaystyle {x_{n+1} \choose y_{n+1}}={x_{n}+\delta _{x} \choose y_{n}+\delta _{y}}} durchzuführen, wobei {\displaystyle {\delta _{x} \choose \delta _{y}}} die Lösung des linearen Gleichungssystems
{\displaystyle {\begin{pmatrix}{\frac {\partial f_{1}}{\partial x}}&{\frac {\partial f_{1}}{\partial y}}\\{\frac {\partial f_{2}}{\partial x}}&{\frac {\partial f_{2}}{\partial y}}\end{pmatrix}}{\delta _{x} \choose \delta _{y}}={-f_{1} \choose -f_{2}}} an der Stelle {\displaystyle (x_{n},y_{n})} ist. Als Startpunkte kann man (−0,5; 1) und (1; −0,5) wählen.
Das lineare Gleichungssystem löst man am einfachsten mit der Cramerschen Regel.
Als Schnittpunkte ergeben sich (−0.3686; 0,9953) und (0,9953; −0,3686).

### Schnittpunkt zweier Polygone

Schnitt zweier Polygone: Fenstertest

Falls man Schnittpunkte zweier Polygone sucht, kann man jede Teilstrecke des einen Polygons mit jeder Teilstrecke des anderen Polygons auf Schnittpunkte untersuchen (siehe oben: Schnitt zweier Strecken). Für Polygone mit vielen Teilstrecken ist diese einfache Methode sehr zeitaufwändig. Durch sogenannte Fenstertests lässt sich die Rechenzeit deutlich reduzieren. Dabei fasst man mehrere Teilstrecken zu einem Teilpolygon zusammen und berechnet das zugehörige Fenster, das ist das minimale achsenparallele Rechteck, das das Teilpolygon enthält. Bevor aufwändig ein Schnittpunkt zweier Teilpolygone berechnet wird, werden die zugehörigen Fenster auf Überlappung getestet.

## Schnittpunkte im Raum
Im 3-dimensionalen Raum kann man Kurven und Flächen auf Schnittpunkte untersuchen. Im Folgenden werden nur (wie oben) transversale Schnitte behandelt.

### Schnittpunkt zweier Geraden im Raum
Analog zum Fall zweier Geraden in der Ebene schneiden sich zwei Geraden
{\displaystyle g\colon \ {\vec {x}}={\vec {p}}+r{\vec {u}},\quad h\colon \ {\vec {x}}={\vec {q}}+t{\vec {v}}}
im Raum genau dann, wenn die Schnittpunktgleichung 
{\displaystyle {\vec {p}}+r{\vec {u}}={\vec {q}}+t{\vec {v}}\quad }
für mindestens ein Wertepaar {\displaystyle (r_{S},t_{S})} erfüllt ist. Das ist gleichbedeutend damit, dass sich der Verbindungsvektor {\displaystyle {\vec {q}}-{\vec {p}}} als Linearkombination der Stützvektoren {\displaystyle {\vec {u}},{\vec {v}}} darstellen lässt bzw. dass die Vektoren {\displaystyle {\vec {u}},{\vec {v}},{\vec {q}}-{\vec {p}}} linear abhängig sind. Stellt man die Vektoren mithilfe ihrer drei rechtwinkligen Koordinaten dar, so ist die Schnittpunktgleichung äquivalent zum linearen 3×2-Gleichungssystem
{\displaystyle {\begin{matrix}ru_{1}-tv_{1}=q_{1}-p_{1}\\ru_{2}-tv_{2}=q_{2}-p_{2}\\ru_{3}-tv_{3}=q_{3}-p_{2}\end{matrix}}}
in den Unbekannten {\displaystyle r} und {\displaystyle t}. Im Gegensatz zum Fall zweier Geraden in der Ebene schneiden sich zwei Geraden im Raum nur im „Ausnahmefall“, was man auch daran erkennt, dass das lineare Gleichungssystem überbestimmt ist. Gibt es einen Schnittpunkt, so erhält man ihn durch Einsetzen von {\displaystyle r_{S}} bzw. {\displaystyle t_{S}} in eine der beiden Geradengleichungen.

### Schnittpunkt einer Geraden mit einer Ebene

Schnittpunkt: Gerade - Ebene

Am einfachsten lässt sich der Schnittpunkt einer Gerade im Raum und einer Ebene berechnen, wenn die Gerade in Parameterdarstellung
{\displaystyle {\begin{pmatrix}x\\y\\z\end{pmatrix}}={\begin{pmatrix}p_{1}\\p_{2}\\p_{3}\end{pmatrix}}+t{\begin{pmatrix}u_{1}\\u_{2}\\u_{3}\end{pmatrix}}}
und die Ebene in allgemeiner Koordinatenform {\displaystyle ax+by+cz=d} vorliegt. Dazu setzt man die Komponentenfunktionen für {\displaystyle x,y} und {\displaystyle z} in die Ebenengleichung ein und erhält die lineare Gleichung
{\displaystyle a(p_{1}+tu_{1})+b(p_{2}+tu_{2})+c(p_{3}+tu_{3})=d}
mit der Unbekannten {\displaystyle t}. Hat diese Gleichung eine Lösung {\displaystyle t_{0}}, so schneidet die Gerade die Ebene und {\displaystyle t_{0}} ist der Parameter des Schnittpunkts; durch Einsetzen in die Parameterdarstellung erhält man dann die Koordinaten des Schnittpunkts.
(Falls die lineare Gleichung keine Lösung besitzt, ist die Gerade parallel zur Ebene, liegt aber nicht in der Ebene. Falls die Gleichung für alle {\displaystyle t\in \mathbb {R} } erfüllt ist, ist die Gerade in der Ebene enthalten.)
Liegt auch die Ebene in Parameterform vor, {\displaystyle E\colon \ {\vec {q}}+r{\vec {v}}+s{\vec {w}}}, so setzt man die beiden Parameterdarstellungen gleich, was auf ein lineares 3×3-Gleichungssystem führt. Hat das System eine eindeutige Lösung {\displaystyle r_{0},s_{0},t_{0}}, so gibt es genau einen Schnittpunkt. Diesen findet man dann, indem man {\displaystyle t_{0}} in die Parametergleichung der Gerade oder {\displaystyle r_{0}} und {\displaystyle s_{0}} in die Parametergleichung der Ebene einsetzt.

### Schnittpunkt dreier Ebenen
Ist eine Gerade als Schnitt zweier nicht paralleler Ebenen {\displaystyle \varepsilon _{i}:\ {\vec {n}}_{i}\cdot {\vec {x}}=d_{i},\ i=1,2} gegeben und soll mit einer dritten Ebene {\displaystyle \varepsilon _{3}:\ {\vec {n}}_{3}\cdot {\vec {x}}=d_{3}} geschnitten werden, muss der gemeinsame Punkt der drei Ebenen bestimmt werden.
Drei Ebenen {\displaystyle \varepsilon _{i}:\ {\vec {n}}_{i}\cdot {\vec {x}}=d_{i},\ i=1,2,3} mit linear unabhängigen Normalenvektoren {\displaystyle {\vec {n}}_{1},{\vec {n}}_{2},{\vec {n}}_{3}} besitzen den Schnittpunkt
{\displaystyle {\vec {p}}_{0}={\frac {d_{1}({\vec {n}}_{2}\times {\vec {n}}_{3})+d_{2}({\vec {n}}_{3}\times {\vec {n}}_{1})+d_{3}({\vec {n}}_{1}\times {\vec {n}}_{2})}{{\vec {n}}_{1}\cdot ({\vec {n}}_{2}\times {\vec {n}}_{3})}}\ .}
Zum Beweis überzeuge man sich von {\displaystyle {\vec {n}}_{i}\cdot {\vec {p}}_{0}=d_{i},\ i=1,2,3,} unter Beachtung der Regeln für ein Spatprodukt.

### Schnittpunkte einer Kurve mit einer Fläche

Schnittpunkt: Kurve, Fläche

Analog wie im ebenen Fall führen die folgenden Fälle zu im Allgemeinen nicht linearen Gleichungssystemen, die mit einem 1- bzw. 3-dimensionalen Newton-Verfahren gelöst werden können:
- parametrisierte Kurve {\displaystyle K\colon \ (x(t),y(t),z(t))} und

parametrisierte Fläche {\displaystyle F\colon \ (x(u,v),y(u,v),z(u,v))\ ,}
- parametrisierte Kurve {\displaystyle K\colon \ (x(t),y(t),z(t))} und

implizite Fläche {\displaystyle F\colon \ f(x,y,z)=0\ .}
Beispiel
parametrisierte Kurve {\displaystyle K\colon \ (t,t^{2},t^{3})}  und
implizite Fläche {\displaystyle F\colon \ x^{4}+y^{4}+z^{4}-1=0} (siehe Bild)
Zu lösende Gleichung: {\displaystyle t^{4}+t^{8}+t^{12}-1=0}
Die Schnittpunkte sind: (−0,8587; 0,7374; −0,6332), (0,8587; 0,7374; 0,6332).
Bemerkung: Eine Gerade kann auch in einer Ebene enthalten sein. Dann gibt es unendlich viele gemeinsame Punkte.
Auch eine Kurve kann teilweise oder vollständig in einer Fläche enthalten sein (siehe Kurven auf der Fläche {\displaystyle x^{4}+y^{4}+z^{4}-1=0}). In diesen Fällen spricht man aber nicht mehr von Schnittpunkt.